# Apogon nigrofasciatus
Apogon nigrofasciatus es una especie de pez de la familia de los apogónidos en el orden de los perciformes.

## Morfología]
Los machos pueden llegar a alcanzar los 10 cm de longitud total.

## Distribución geográfica
Se encuentran en el Índico y en el Pacífico.